# Gwoździec (Krzeszowice)

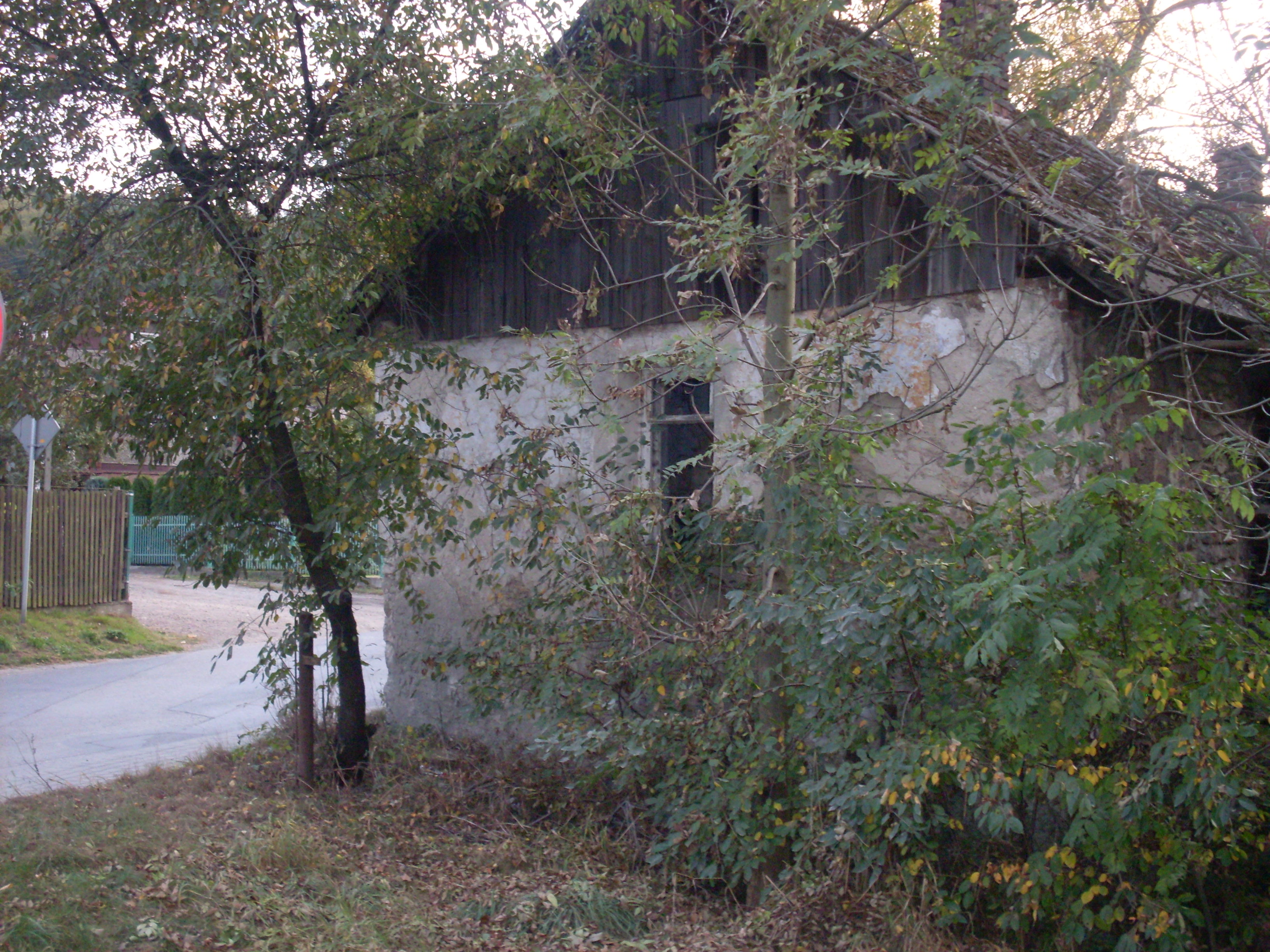
Dom (ul. Leśna) na granicy Krzeszowic i Nawojowej Góry

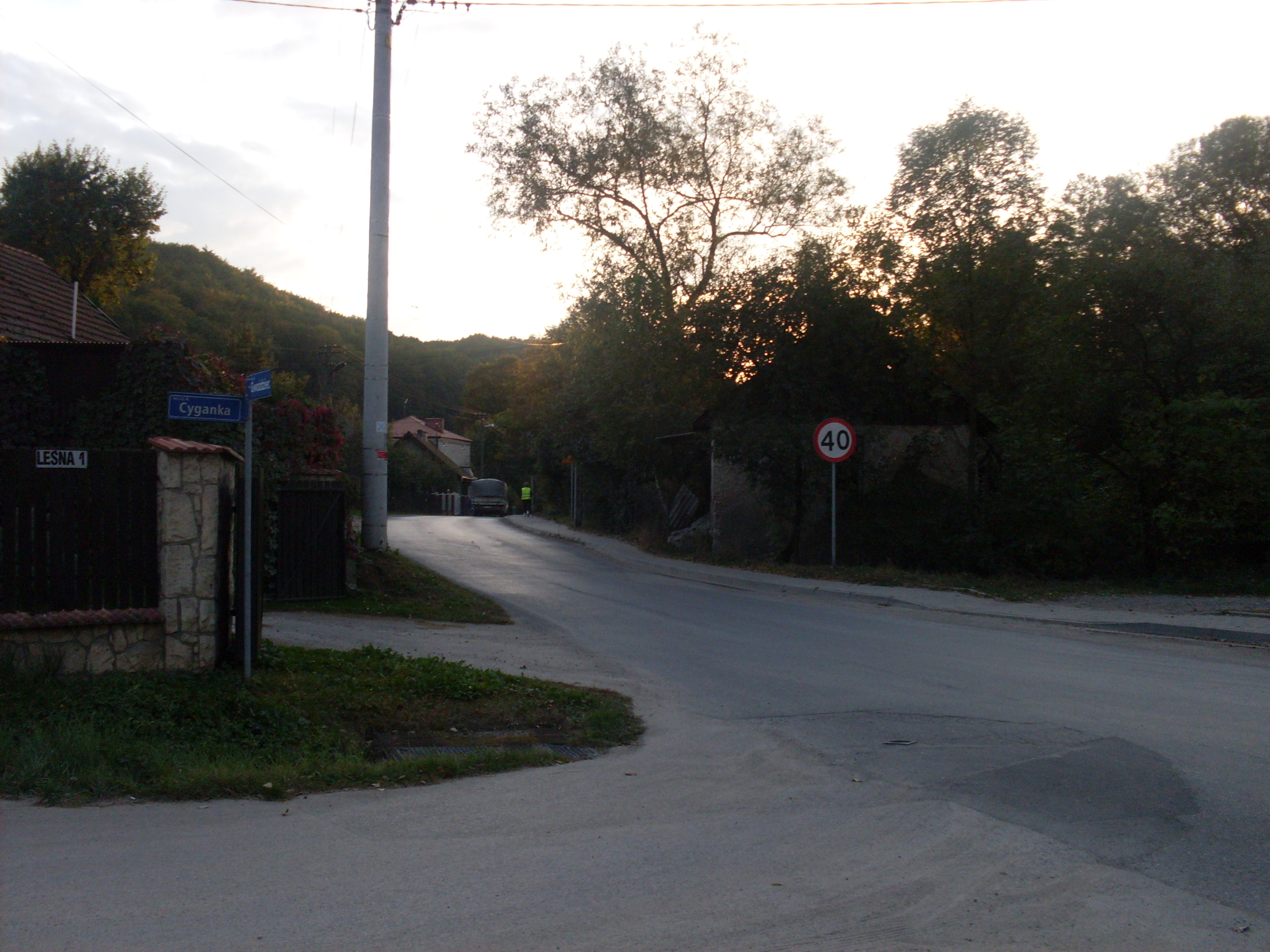
Widok na część zachodnią należącą do Krzeszowic (granica miejscowości Krzeszowice-Nawojowa Góra)

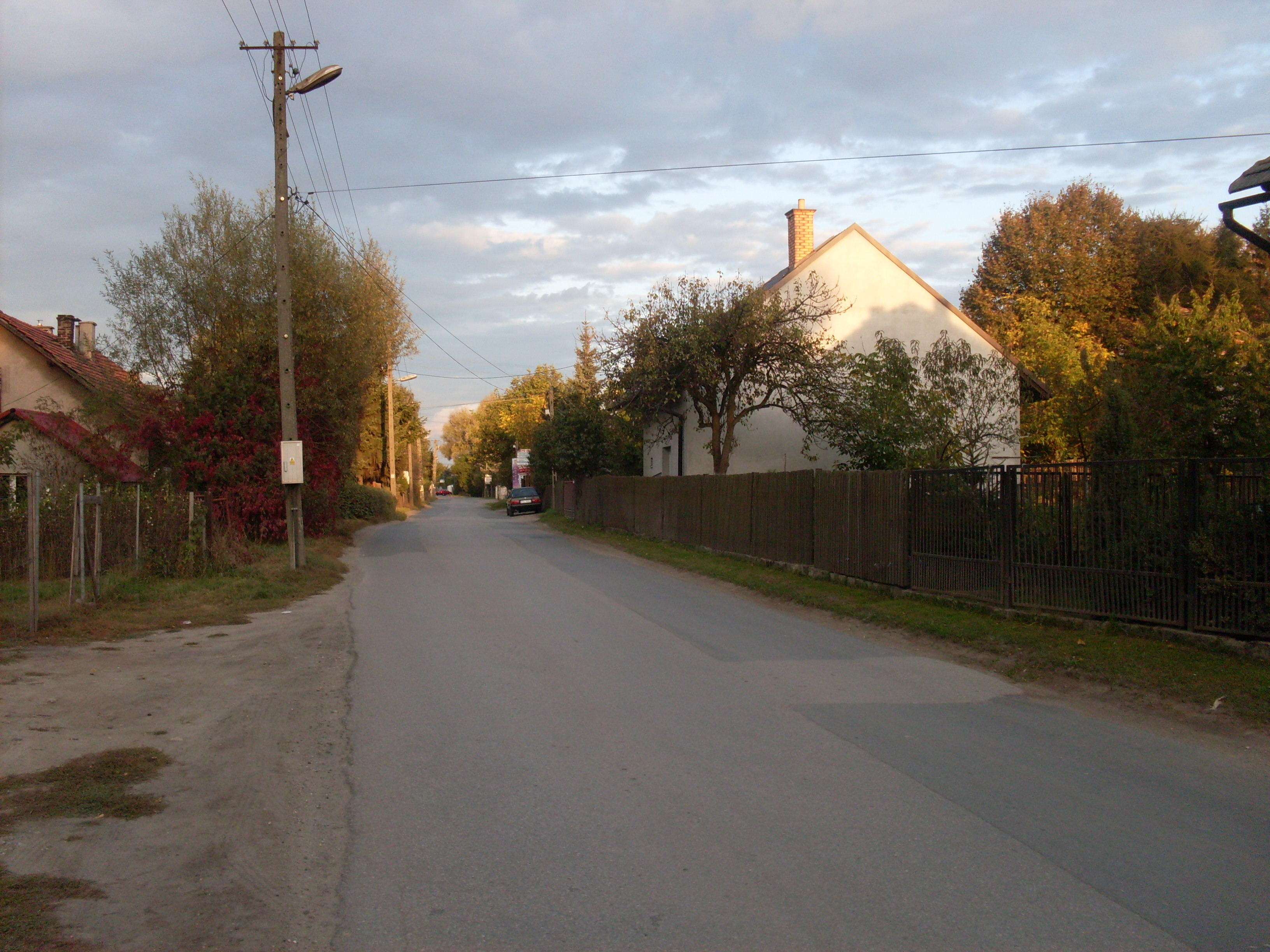
Widok na zachodnią część Gwoźdźca – należącej do Nawojowej Góry

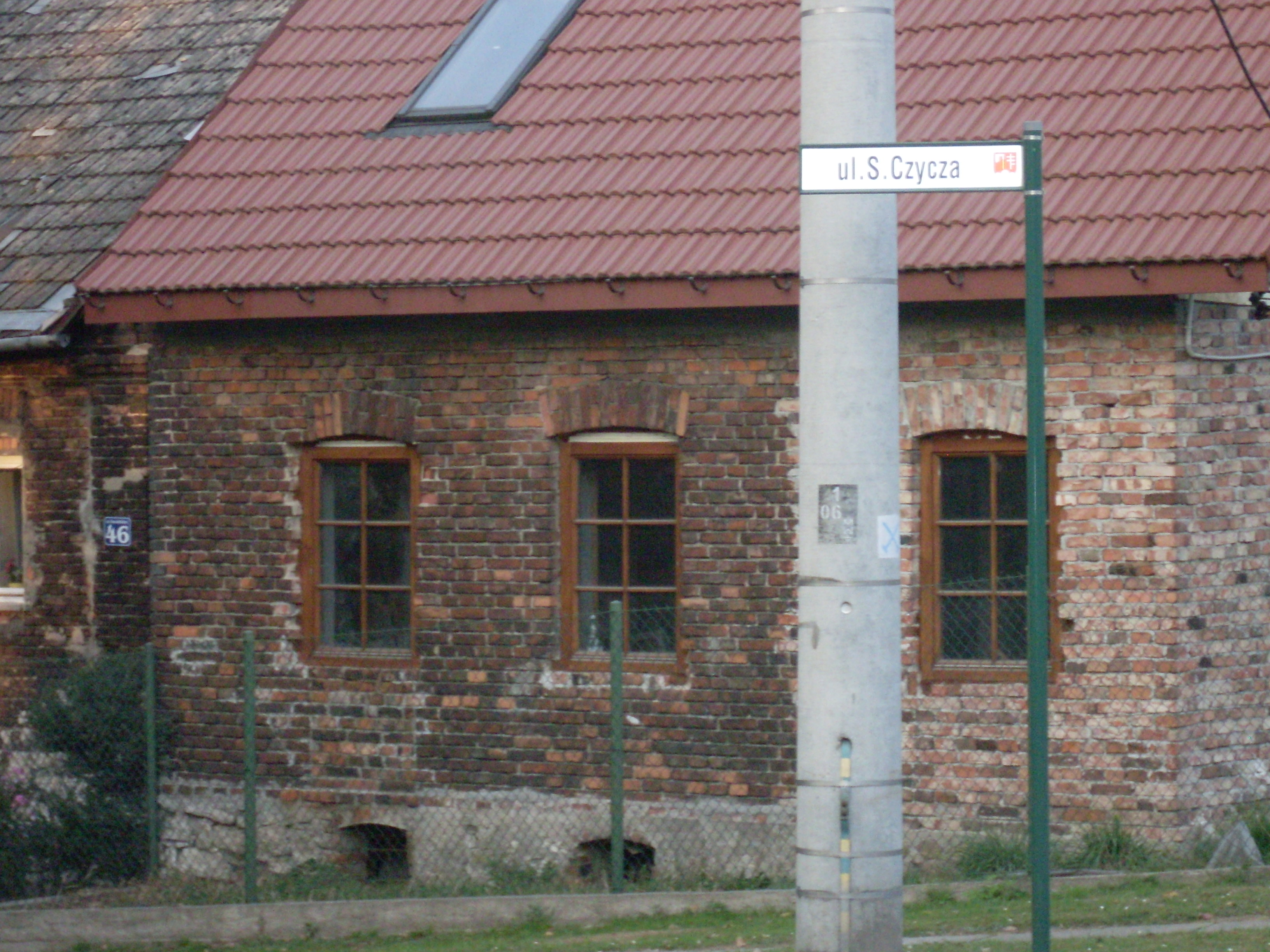
Dom rodzinny Stanisława Czycza w części należącą do Nawojowej Góry. Ulica S. Czycza znajduje się już na terenie części Gwoźdźca należącego do Krzeszowic (granica miejscowości)

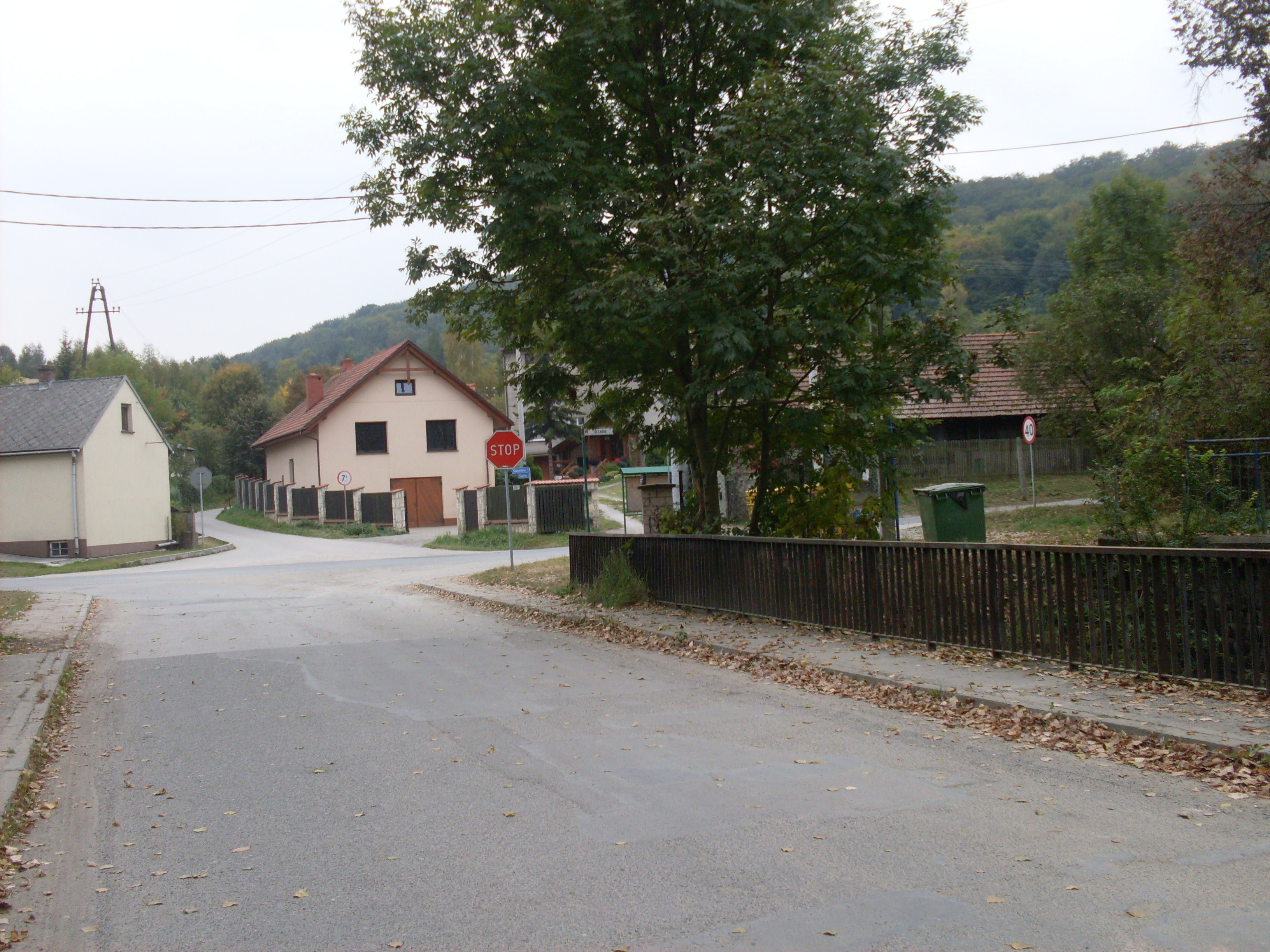
Most na Krzeszówce (ul. Czycza)

Gwoździec – dawna samodzielna wieś, obecnie część Krzeszowic (zachodnia część) i Nawojowej Góry (wschodnia część) w powiecie krakowskim, w województwie małopolskim.

## Położenie i historia
Osada powstała przy byłej, historycznej drodze z Krakowa na Śląsk. Rozwinęła się jako ulicówka w miejscu, w którym w XVI w. produkowano gwoździe.  W XVII w. Gwoździec należał do dóbr zamku Tenczyn. Osada rozwinęła się głównie w XIX wieku. Wówczas to na terenie Gwoźdźca znajdowały się m.in. kamieniołomy, wapienniki oraz huta szkła. Na zachodnim skraju Gwoźdźca do lat 20. XX w. znajdowała się ogrodzona murem bażantarnia, gdzie hodowano bażanty dla celów łowieckich. Została ona założona przez Potockich ok. 1840 roku.
Po II wojnie światowej wieś została przyłączona do Nawojowej Góry. W 1997 r. zachodnia i północna część Gwoźdźca (ul. Leśna i ul. Czycza oraz tzw. Stara Sztolnia) zostały przyłączona do Krzeszowic.
Na południe od linii kolejowej nr 133 i drogi krajowej nr 79 południowa część Gwoźdzca wznosi się z Rowu Krzeszowickiego. U stóp samej krawędzi wzgórza Ułańskie Zdrowie istnieją pozostałości zasypanego wylotu długiej na 2150 m sztolni byłej kopalni węgla kamiennego Kopalnia Węgla Kamiennego Krystyna w Tenczynku. Znajdują się tam pozostałości dawnej rampy kolejowej, sortowni węgla oraz wielki opustoszały kamieniołom wapienia jurajskiego, z wapiennikiem i nieczynną bocznicą kolejową, tuż przy moście nad Krzeszówką. W latach okupacji hitlerowskiej w wapienniku istniał punkt nasłuchowy Armii Krajowej. Do Gwoźdźca – przez środek bażantarni – doprowadzono bocznicę kolejową z nieodległych Krzeszowic. Sztolnią kursowały wagony towarowe z urobkiem, ciągnięte trakcją konną. U wylotu sztolni zbudowano sortownię i płuczkę. Wagony ze sztolni wjeżdżały pod specjalnie wybudowane rampy.
W części Stara Sztolnia wydobywano od lat 20. do 60. XX w. wapienie skaliste, stanowiące odmianę morskich osadów jury górnej, zbudowanych głównie ze szczątków organicznych dawnych zwierząt morskich. Na północ od kamieniołomu biegnie system uskoków, obrzeżających Rów Krzeszowicki wypełniony osadami trzeciorzędu i czwartorzędu. Od strony zachodniej Gwoździec łączy się z częścią wsi Tenczynek zwaną Rzeczkami.
W XIX w. Józef Wawel-Louis opisał wzgórze w monografii Ułańskie Zdrowie. Wspomnienia historyczne. Również wiele miejsca temu wzgórzu poświęcił M. Lisowski, który w rozprawie doktorskiej Krzeszowice pod względem topograficzno-lekarskim opisał Ułańskie Zdrowie. Wzgórze to było ulubionym miejscem spotkań kuracjuszy-ułanów z pobliskich Krzeszowic.
W 2013 r. nastąpiła zmiana przynależności obszaru Gwoźdźca, z Osiedla Centrum przyłączono ulice Czycza i Leśną do Osiedla Jurajskiego bez tzw. Starej Bażantarni (ul. Poprzeczna).

## Ulice
- Krzeszowice (Osiedle Jurajskie):
  - Stanisława Czycza – ulica w południowej części miasta, przy rzece Krzeszówka (w 1977 wybudowany został nowy most na tej rzece) przy ulicy mieszkał Stanisław Czycz (jego dom rodzinny znajduje się w granicach Nawojowej Góry), do 1997 zabudowa tej ulicy należała do Nawojowej Góry, przy ulicy zlokalizowana jest oczyszczalnia ścieków;
  - Leśna – ulica w południowej części miasta, przy rzece Krzeszówka i wzgórzu Ułańskie Zdrowie; do 1997 zabudowa tej ulicy należała do Nawojowej Góry; Z krzeszowickiej stacji do końca lat 70. XX w. istniała również bocznica do Zalasu i Niedźwiedziej Góry przez tzw. Bażantarnie i Sztolnie (zlikwidowana przez tragiczny wypadek na Sztolni, gdzie spłonęło – po zderzeniu z pociągiem – kilka pasażerów samochodów);
- Nawojowa Góra:
  - Gwoździec – ulica domów jednorodzinnych z lat 30, 60, 70 i 90 XX w.